# Dukarec
Dukarec Music Productions is een Drents bedrijf dat zich bezighoudt met het produceren en uitgeven van muziek, met een grote rol voor streektalen als Drents en Gronings. De belangrijkste artiest van Dukarec is het Duo Karst (de naam Dukarec is een lettergreepwoord, gevormd uit Duo Karst Records), waar ook de Nederlandstalige artiest René Karst lid van is. Door diens recente solocarrière is Duo Karst op een wat lager pitje gezet. De leden van het duo zijn zelf ook betrokken bij het bedrijf. Het bedrijf bestaat ruim 20 jaar. Dukarec heeft ook voor ruim 30 andere Noord-Nederlandse artiesten muziek uitgebracht.